# Johannes Sambucus
Johannes Sambucus (slovensky: Ján Sambucus, maďarsky: Zsámboki János) (25. nebo 30. července 1531, Trnava – 13. června 1584, Vídeň) byl slovenský básník, polyhistor, lékař, autor příležitostné latinské poezie, alegorických obrázků a úvah o řečnictví.

## Život
Narodil se v rodině trnavského kupce a rychtáře, který byl později povýšen do šlechtického stavu. Roku 1542 začal studovat na univerzitě ve Vídni, odkud pokračoval přes univerzity v Lipsku, Wittenbergu, Ingolstadtu a Štrasburku až na pařížskou univerzitu, kde roku 1552 dosáhl titulu mistr svobodných umění. Později se věnoval studiu lékařství na univerzitě v Padově, kde roku 1555 dosáhl licenciát lékařských věd. Roku 1557 přišel do Vídně, kde podal návrh na rozšíření a zreformování císařské knihovny. V letech 1559-1564 pokračoval v studiích na univerzitách v Padově, Bologni a Paříži. Od roku 1564 byl dvorním historikem Ferdinanda I. a věnoval se sbírání starých rukopisů a tisků. Kromě toho působil jako profesor na vídeňské univerzitě a také jako lékař. Byl vlastníkem velké knihovny, která obsahovala více než 600 rukopisů a 3000 tištěných děl. Zemřel ve Vídni 13. června 1584 ve finanční tísni.
- Seznam děl v Souborném katalogu ČR, jejichž autorem nebo tématem je Johannes Sambucus